# Родіка Флореа-Шербан
Родіка Флореа-Шербан  (рум. Rodica Florea-Şerban, 26 травня 1983) — румунська веслувальниця, олімпійська чемпіонка.

## Виступи на Олімпіадах
| Олімпіада  | Дисципліна                     | Місце |
| ---------- | ------------------------------ | ----- |
| Афіни 2004 | вісімка розстібна зі стерновим | 1     |
| Пекін 2008 | вісімка розстібна зі стерновим | 3     |